# Rycerze Kolumba

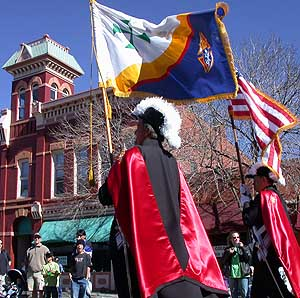
Rycerze Kolumba z Kolorado

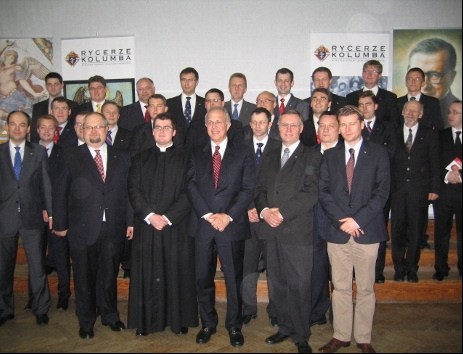
Warszawsko-Praska Rada Zakonu Rycerzy Kolumba nr 14567 im. św. Josemarii Escrivy wraz z najwyższym rycerzem Carlem A. Andersonem

Zakon Rycerzy Kolumba – największa na świecie rzymskokatolicka organizacja świecka o charakterze charytatywnym, zrzeszająca ponad 2 mln członków na całym świecie.

## Historia
Zakon rozpoczął oficjalną działalność w roku 1882 z inicjatywy amerykańskiego księdza, Michaela J. McGivneya (w roku 1997 rozpoczął się jego proces beatyfikacyjny). Beatyfikacja ks. McGivneya odbyła się 31 października 2020 roku w katedrze Świętego Józefa w Hartford, w stanie Connecticut. Cud beatyfikacyjny ks. Michaela McGivneya nazywany jest „cudem pro-life”. Na czele zakonu stoi Najwyższy Rycerz. 1 marca 2021 roku czternastym Najwyższym Rycerzem został Patrick E. Kelly.
W 1897 r. Zakon wkroczył do Kanady (dziś 231 tys. rycerzy), w 1905 r. na Filipiny (ok. 250 tys.) i do Meksyku (7 tys.), a w 1909 r. na Kubę. W Europie i w Polsce działa od roku 2006. W Polsce liczył w 2021 ponad 6 tys. członków.
W okresie pontyfikatu Jana Pawła II Rycerze Kolumba finansowali działalność papieską w zakresie:
- komunikacji radiowo-telewizyjnej (w tym transmisję inauguracji pontyfikatu w 1978 do krajów misyjnych, realizację filmu z pierwszej podróży apostolskiej do Meksyku w 1979, zakup ruchomego studia telewizyjnego dla Telewizji Watykańskiej w 1991 i 1993, zakup nowego przekaźnika dla Radia Watykańskiego),
- przedsięwzięć budowlanych na terenie Watykanu (w tym budowę Grot Watykańskich i rozbudowę kaplicy Matki Bożej Częstochowskiej w 1981, renowację i inne prace w Bazylice św. Piotra w 1985 i 1999, komputeryzację biura Kongregacji ds. Świętych w 1992 i Papieskiego Uniwersytetu Urbaniana w 2002),
- inicjatyw Ojca Świętego (w tym podróże, wydawanie dokumentów papieskich i publikacji antykomunistycznych kolportowanych do Europy Wschodniej przed 1989, działalność Międzynarodowego Ośrodka Młodzieżowego San Lorenzo w Rzymie)[7].

Udostępniali swoje łącza satelitarne na potrzeby transmisji m.in. ze Światowego Dnia Modlitwy o Pokój w Asyżu w 1986 i 2002, z X Światowych Dni Młodzieży w Manili w 1995 i XV Światowych Dni Młodzieży w Rzymie w 2000 oraz z uroczystego otwarcia Drzwi Świętych podczas Wielkiego Jubileuszu Roku 2000.

## Założenia
Nazwa organizacji upamiętnia postać Krzysztofa Kolumba. Członkami mogą zostać jedynie mężczyźni będący praktykującymi katolikami. Natomiast do działań włączają się całe rodziny. Naczelnymi zasadami zakonu są: miłosierdzie, jedność, braterstwo i patriotyzm.
W USA, jak również w innych krajach, jednym ze sztandarowych zadań Rycerzy Kolumba jest ochrona życia ludzkiego od poczęcia do naturalnej śmierci.
Rycerzem Kolumba był biskup Veracruz św. Rafał Guízar Valencia.

## Finanse
Zakon jest też jednym z większych w Stanach przedsiębiorstw ubezpieczeniowych. Centrala w New Haven, poza gronem najwyższych funkcjonariuszy i dyrektorów, zatrudnia 700 osób personelu i 1400 terenowych akwizytorów. Patrick E. Kelly, Najwyższy Rycerz Zakonu, jest także szefem wielkiego przedsiębiorstwa ubezpieczeniowego.
Zakon w 2009 r. prawie 45 mln dolarów przekazał na charytatywne inicjatywy kościelne. Podczas swej wizyty w 2009 r. u papieża Najwyższy Rycerz przekazał Benedyktowi XVI czek na 1,6 mln dolarów.

## W Polsce

### Historia
Rycerzy Kolumba sprowadził do Polski abp tytularny diecezji radomskiej Zygmunt Zimowski, który 3 grudnia 2005 w asyście ks. infułata Stanisława Pindery spotkał się w Warszawie z członkami Najwyższej Rady Rycerzy Kolumba. Pierwsze rady powstały w parafii Matki Bożej Częstochowskiej w Radomiu (proboszcz Wiesław Lenartowicz) i w parafii Matki Bożej Nieustającej Pomocy w Starachowicach (proboszcz Stanisław Pindera). Według innej wersji przybyli do Polski w 2005 wypełniając wolę zmarłego Jana Pawła II na zaproszenie kardynałów Józefa Glempa i Franciszka Macharskiego oraz abpa Stanisława Dziwisza, z końcem 2006 zakładając sześć rad, z których pierwszą była krakowska Rada nr 14000 im. Jana Pawła II z siedzibą przy Sanktuarium Bożego Miłosierdzia w Łagiewnikach. Współzałożycielem polskich struktur był poseł Platformy Obywatelskiej i zakopiański biznesmen, Andrzej Gut-Mostowy, mianowany pierwszym delegatem terytorialnym w 2005.
Przed 2011 kontrolę nad organizacją przejęło środowisko sympatyzujące z Prawem i Sprawiedliwością, skupione w radzie warszawsko-praskiej wokół Jana Dziedziczaka i Krzysztofa Wąsowskiego, wybierając nowe władze stowarzyszenia w postaci Rady Krajowej z Arkadiuszem Urbanem na czele. W lutym 2011 Urban usunął z Zakonu Rycerzy Kolumba dwóch polityków Platformy Obywatelskiej, Ireneusza Rasia, kanclerza rady krakowskiej i Michała Szczerbę, wielkiego rycerza jednej z rad warszawskich, co uzasadnił niepoparciem przez nich w Sejmie poprawki do Prawa prywatnego międzynarodowego dotyczącej definicji małżeństwa. Po dwóch tygodniach delegat terytorialny Rycerzy Kolumba w Polsce, Krzysztof Orzechowski, ogłosił decyzję Urbana nieważną i zawiesił go w prawach członka, rozwiązał radę warszawsko-praską, a stowarzyszeniu zabronił używania nazwy i godła Rycerzy Kolumba. Wąsowski, który tytułował się wcześniej samowolnie przełożonym zakonu w Polsce, doprowadził w tym samym miesiącu do utworzenia na bazie sympatyków PiS z rady warszawsko-praskiej odrębnego Zakonu Rycerzy Jana Pawła II. Raś i Szczerba nie powrócili jednak według własnego twierdzenia do działalności w organizacji.
Z upoważnienia Najwyższego Rycerza Carla Andersona 21 maja 2011 odbyła się pierwsza Konwencja Stanowa Rycerzy Kolumba w Polsce. Do rangi delegata stanowego podniesiony został dotychczasowy delegat terytorialny Krzysztof Orzechowski, były wielki rycerz Rady Radomskiej nr 14004.
W 2015, wkrótce po wygranych wyborach, prezydent-elekt Andrzej Duda nadał Carlowi Andersonowi Order Zasługi Rzeczypospolitej Polskiej, a w sierpniu tego roku wystosował do Andersona list z okazji Najwyższej Konwencji Rycerzy Kolumba w USA.
W lipcu 2017 delegacja Rycerzy Kolumba na zaproszenie posłanki PiS Krystyny Wróblewskiej wzięła udział w uroczystościach towarzyszących wizycie prezydenta Donalda Trumpa w Warszawie.

### Działalność
Rycerze Kolumba w Polsce wydają czasopismo „Zbroja”.
Każdego roku Rycerze Kolumba wraz z rodzinami udają się na pielgrzymkę do Najświętszej Panienki do Częstochowy.
Rycerze Kolumba peregrynują obrazy i relikwie szczególnie ostatnio połączone z dziełami miłosierdzia:
- 2011–2012 – peregrynacja Obrazu Matki Bożej z Guadalupe[21]
- 2013–2014 – peregrynacja Obrazu Matki Bożej Niepokalanego Poczęcia[22]
- 2015–2016 – peregrynacja Obrazu Świętej Rodziny[23]
- 2017–2018 – peregrynacja relikwii św. Brata Alberta[24]
- 2018–2020 – Matki Bożej Wspomożycielki Prześladowanych Chrześcijan[25]

Rycerze Kolumba obchodzą Dzień Męża i Żony 13 lipca w dzień zawarcia małżeństwa Świętych Małżonków: Zelii i Ludwika Martin, rodziców Świętej Tereski od Dzieciątka Jezus.
Uczestniczyli w ruchu antyaborcyjnym zbierając w 2013 podpisy pod projektem ustawy zakazującej finansowania aborcji i doświadczeń na embrionach ludzkich z budżetu Unii Europejskiej. Organizowali m.in. bale i koncerty charytatywne na rzecz ofiar wojny w Donbasie, zbiórki na wózki inwalidzkie, na remont cmentarzy i na wyposażenie szpitali w inkubatory, urządzili także młodzieżowy turniej piłkarski i uroczystości upamiętniające podziemie antykomunistyczne. W Skarżysku-Kamiennej z ich inicjatywy odbywa się corocznie Marsz Trzech Króli. Prowadzą kuchnie dla potrzebujących i fundują stypendia dla kleryków.

### Liczebność
Na koniec 2011 stan liczebny organizacji w Polsce wynosił niecałe 2 tys. osób. Z początkiem listopada 2012 roku w Polsce było ponad 2 tys. Rycerzy Kolumba skupionych w 44 radach. W maju 2016 organizacja liczyła 4,2 tys. członków. W 2017 działało w Polsce szacunkowo 5 tys. Rycerzy Kolumba zrzeszonych w 100 zakodowanych pod numerami radach, z których najliczniejszą była radomska (125 członków). W 2020 liczba Rycerzy Kolumba w Polsce sięgała 6,5 tys. mężczyzn w 200 parafiach na terenie 30 diecezji.

### Władze
Początkowo głową Rycerzy Kolumba w Polsce był delegat terytorialny. Pierwszego delegata Andrzeja Guta-Mostowego na stanowisku tym zastąpił we wrześniu 2010 radomski wykładowca Krzysztof Orzechowski. W wyniku starań Orzechowskiego polska prowincja została w maju 2011 przekształcona z terytorium w stan. Po Orzechowskim rolę delegata stanowego sprawowali kolejno Andrzej Anasiak (w maju 2016) i Tomasz Wawrzkowicz (w październiku 2017). Od 2020 do 2024 delegatem stanowym był Krzysztof Zuba, po nim funkcję przed końcem 2024 przejął Marek Ziętek.